# Бламберг, Барух
Барух Самуэль Бла́мберг (англ. Baruch Samuel Blumberg; 28 июля 1925, Нью-Йорк — 5 апреля 2011, Маунтин-Вью, Калифорния) — американский врач и учёный, лауреат Нобелевской премии по физиологии и медицине 1976 года совместно с Карлтоном Гайдузеком за открытие вируса гепатита B и исследование в области лечения собственно гепатита B. Президент Американского философского общества с 2005 года.
Член Национальной академии наук США (1975).

## Биография
Родился в Бруклине, в семье еврейских эмигрантов из России — адвоката Меера Блумберга и Иды Симоновой. Начинал учёбу в ортодоксальной иешиве во Флэтбуше, учился читать и писать на древнееврейском языке, изучал иудейские религиозные тексты. В этой школе одновременно учился другой нобелевский лауреат Эрик Кандель.
В начале 1940-х годов продолжил учёбу в школе Фар-Рокуэй, которую окончили такие знаменитые учёные, как Бертон Рихтер и Ричард Фейнман.
После школы — на флоте США, участник Второй мировой войны.
Окончил с отличием Юнион-колледж в Скенектади (Нью-Йорк), в 1945 году.
Поступив в Колумбийский университет, учился в Колумбийском врачебно-хирургическом колледже (Columbia’s College of Physicians and Surgeons) и в 1951 году получил степень доктора медицины.
Последующие четыре года он занимался в интернатуре и далее стажировался в Columbia Presbyterian Medical Center. Затем он продолжил учёбу, занимаясь биохимией в оксфордском Баллиол-колледже, где в 1957 году получил степень доктора философии по биохимии.
Начиная с 1950-х годов Бламберг объездил многие страны мира, собирая образцы крови человека в целях изучения вопроса изменений и отличий в крови людей, сосредоточив внимание на том, почему некоторые люди заболевают в определённых условиях, а другие нет. В 1964 году во время изучения желтухи он обнаружил поверхностный антиген гепатита В в крови австралийского аборигена.
С 1977 года профессор Пенсильванского университета. В 1989—1994 гг. мастер оксфордского Баллиол-колледжа. Член Американской академии искусств и наук (1994).
В 1999—2002 гг. директор NASA Astrobiology Institute. Он работал в НАСА на различных должностях до 2004 года. Член Американского философского общества с 1986 года и его президент с 2005 года.

## Интересные факты
День рождения Баруха Бламберга 28 июля был выбран Всемирной организацией здравоохранения (ВОЗ) в качестве Международного дня борьбы с гепатитом (World Hepatitis Day).